# Garance Clavel
Garance Clavel (* 11. April 1973 in Paris) ist eine französische Filmschauspielerin.

## Leben
Clavel kam als Tochter des Malers Claude Clavel in Paris zur Welt. Ihre ältere Schwester Olivia Clavel ist Künstlerin. Garance Clavel kam Anfang der 1990er Jahre zum Film und gab ihr Leinwanddebüt im Kurzfilm La malheureuse von Manuel Flèche. Bekannt wurde sie durch die Hauptrolle der Chloé im Film … und jeder sucht sein Kätzchen von Cédric Klapisch, in der sie ihren entlaufenen Kater Gris-Gris im Pariser Bastille-Viertel sucht. Für ihre Darstellung wurde sie 1997 für einen César als Beste Nachwuchsdarstellerin nominiert.

## Filmografie (Auswahl)
- 1995: La belle de Fontenay (Fernsehfilm)
- 1996: … und jeder sucht sein Kätzchen (Chacun cherche son chat)
- 1997: Mit Herz und Degen (Pardaillan)
- 1999: Nur der Mond schaut zu (Qui plume la lune?)
- 2002: Eine ganz private Affäre (Une affaire privée)
- 2003: Après vous … Bitte nach Ihnen (Après vous …)
- 2004: Was Frauen wirklich wollen (Tout le plaisir est pour moi)
- 2009: Serie in Schwarz (Suite noire; Fernsehreihe, 1 Folge)
- 2013: Die Nonne (La religieuse)
- 2014: Der Hof zur Welt (Dans la cour)
- 2019: Einsam Zweisam (Deux moi)
- 2024: Mein Leben, mein Ding (Ma vie ma gueule)